# Mehdi Léris
Mehdi Léris (* 23. Mai 1998 in Mont-de-Marsan) ist ein französisch-algerischer Fußballspieler. Er steht aktuell bei Stoke City unter Vertrag und ist Nationalspieler von Algerien.

## Karriere
Léris spielte in seiner Jugend für Chievo Verona, 2017 war er kurz an die U-19 von Juventus Turin ausgeliehen. Nach seiner Rückkehr unterschrieb er seinen ersten Profivertrag und kam am 9. September 2017 zu seinem ersten Einsatz bei einer 0:3-Niederlage gegen Juventus Turin, als er in der 76. Minute für Roberto Inglese eingewechselt wurde.
Im August 2019 wechselte Mehdi Léris zu Sampdoria Genua. Nachdem er zwischenzeitlich an Brescia Calcio ausgeliehen war, wechselte er im Sommer 2023 nach England zu Stoke City.